# Cathédrale Odigitria d'Oulan-Oude
La cathédrale Odigitria d'Oulan-Oude (en russe : Свя́то-Одиги́триевский собо́р) est un édifice religieux orthodoxe, appartenant à la juridiction ecclésiastique de Bouriatie et à l'éparchie d'Oulan-Oude, du Patriarcat de Moscou et de toute la Russie.
Le terme Odigitria (du grec ancien οδηγεώ /odigeô : je conduis, je guide), désigne un des types d'icônes les plus répandus et populaires de la Vierge Marie, Mère de Dieu avec son fils Jésus, enfant. Elle est debout avec l'Enfant Jésus sur le bras gauche. C'est la Vierge qui conduit, qui montre le chemin, selon l'étymologie du mot. Le terme peut désigner par extension, une église dédiée à la Vierge Odigitria ou en possédant une icône vénérée, comme celle d'Oulan-Oude.
C'est le premier édifice construit en pierre dans la ville d'Oulan-Oude de style baroque sibérien. Il est situé dans le centre historique de la ville, près du confluent de la rivière Ouda et de la rivière Selenga.
Cette cathédrale doit sa valeur architecturale et artistique unique au fait qu'elle peut être considérée comme l'une des plus remarquables de style baroque sibérien datant de la seconde moitié du XVIIe siècle, pour la région située à l'est du lac Baïkal. Elle doit encore son statut unique au fait qu'elle est située dans une zone de forte intensité sismique.

## Architecture

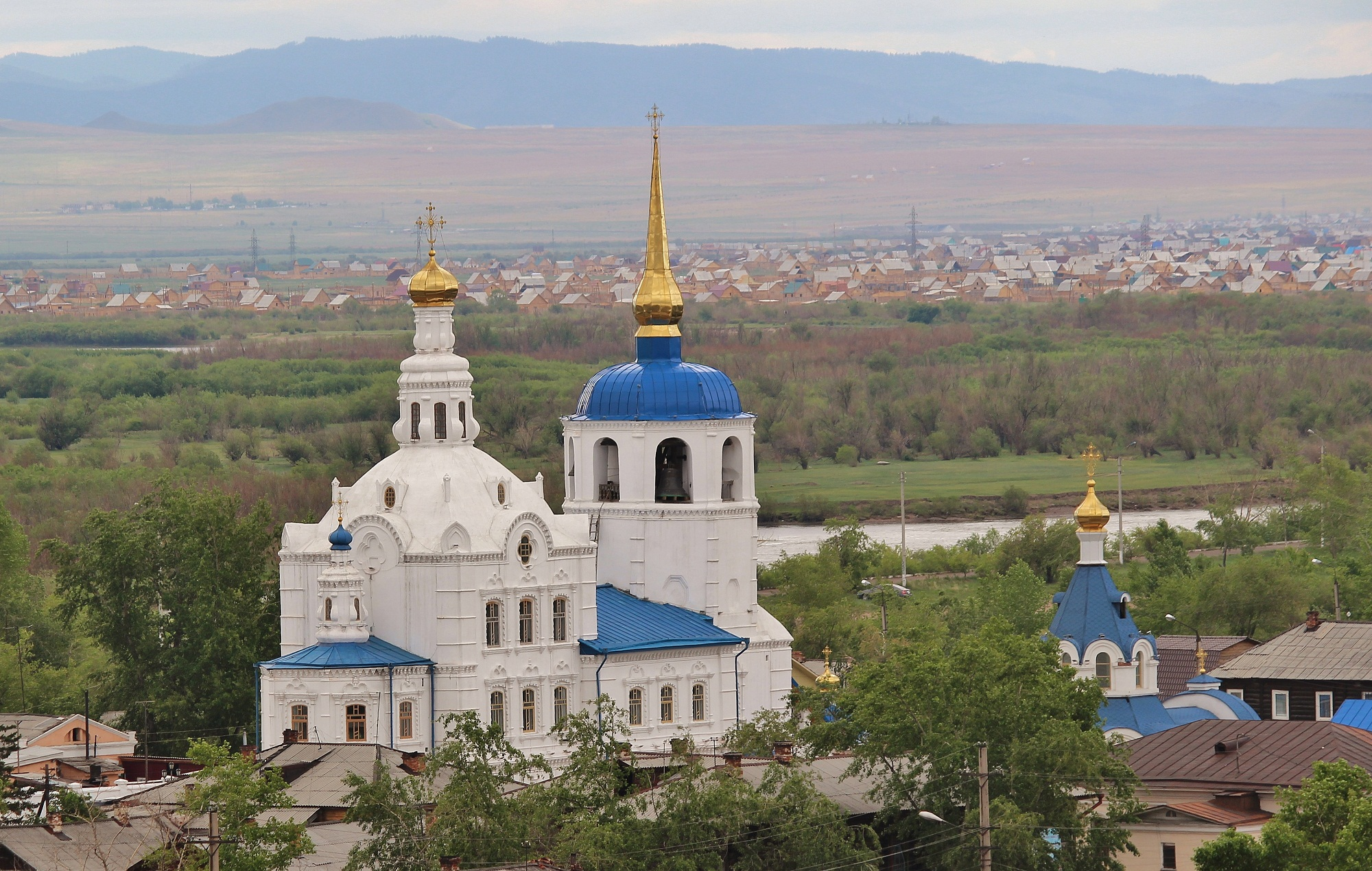
Cathédrale Odigitria à Oulan-Oude

L'alignement des différents volumes des trois parties de la cathédrale est disposé de manière symétrique, sur un axe ouest-est, tel que l'on peut lui appliquer la dénomination d' «architecture navire». Le réfectoire (trapeznaïa), le clocher, la nef fusionnent en un ensemble monolithe.
Au sein de celui-ci, l'emplacement central est occupé par un cube à deux étages entouré d'une abside pentagonale . Le cube est recouvert d'une voûte et surmonté d'une haute coupole et d'un lanterneau à deux niveaux. Des frontons arrondis et quatre lucarnes sont disposés sur un axe quadrangulaire. Les kokochniks occupent la partie supérieure des murs et donnent un effet de rondeur tout en reliant la coupole à ces murs.
Le clocher est de type octogonal, sur base quadrangulaire. Les façades sont percées d'ouvertures cintrées. Le tout est couronné d'une coupole en forme de casque, surmonté d'une flèche.
De fortes influences baroques se manifestent dans les détails décoratifs et dans le style des façades. L'ensemble présente une combinaison intéressante des anciennes formes traditionnelles d'architecture religieuse en bois et de celles du baroque. L'arrangement des façades est enrichi par le dessin précieux des briques qui entourent les fenêtres lié à la tradition du XVIIe siècle en cette matière. Ceci permet de confirmer l'influence jouée ici par les immigrants venus du Nord de la Russie d'Europe.

## Histoire

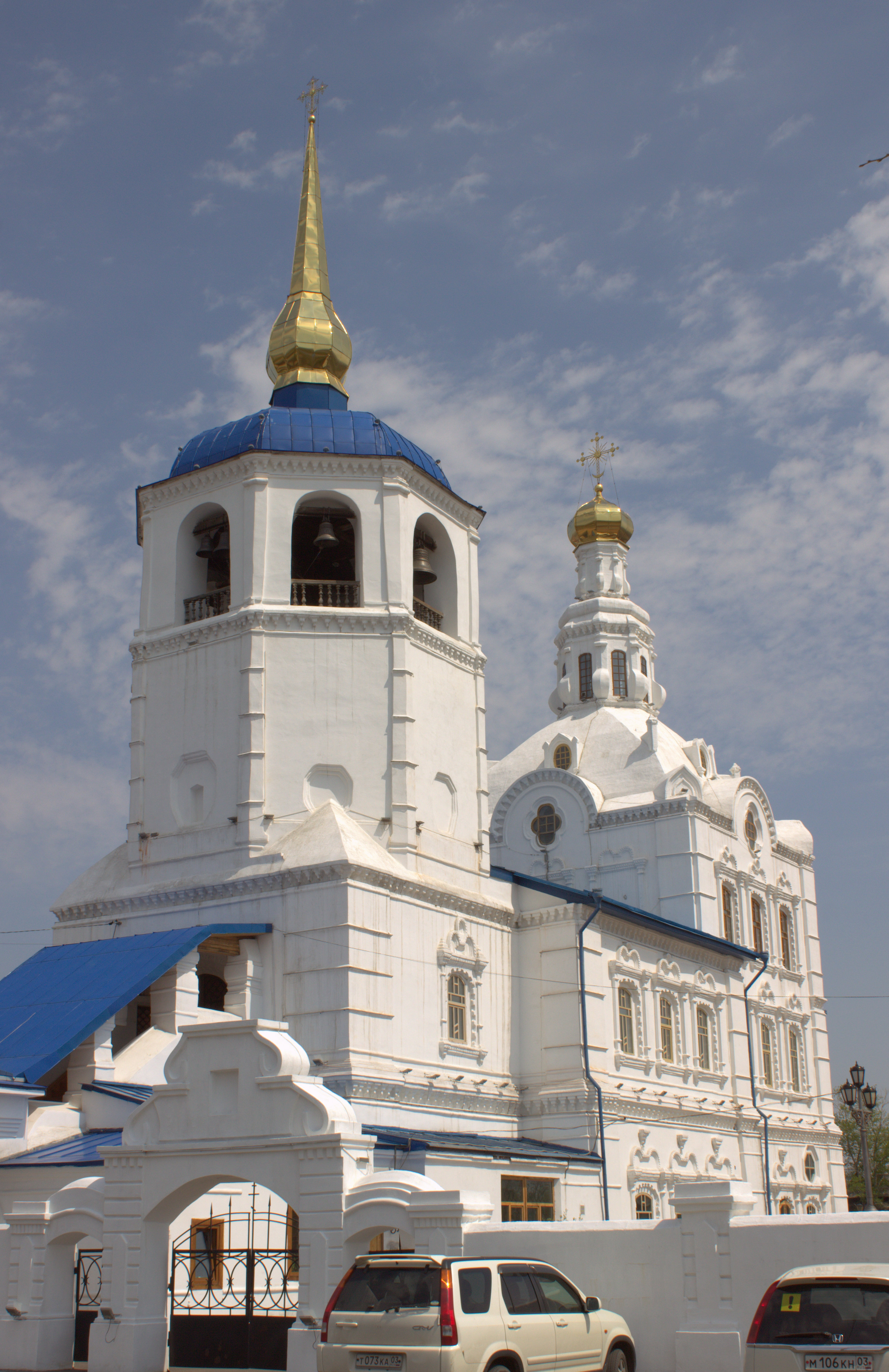
Cathédrale Odigitria, Oulan-Oude

En 1700, à l'emplacement de la cathédrale est construit un édifice en l'honneur de la Vierge de Vladimir, entouré d'un petit cimetière et d'un clocher séparé. Deux croix ont été découvertes à cet emplacement.
C'est en 1741 que débutent les travaux de constructions de la cathédrale. Ils se poursuivent durant 44 ans. Les constructeurs sont le moine Johan et le prêtre Maxime Fiodorov. C'est grâce à des marchands d'Oulan-Oude et de Kiakhta et aux dons des paroissiens que l'église peut être construite. Comme plusieurs autres églises sibériennes sa construction est réalisée en deux étapes. Le 27 mai 1770, saint Sofroni Irkoutski, évêque d'Irkoutsk et de Nertchinsk, consacre la partie chauffée d'une chapelle au nom de la Vierge Marie. La partie supérieure non-chauffée, dédiée à l'icône de Notre-Dame de Smolensk, n'est consacrée que le 3 mai 1785, par l'évêque Mikhaïl .
Au milieu des années 1860, une cloche est suspendue au clocher (Elle pèse 105 pouds 7 Livre (unité de masse)). Le livre le plus ancien de la bibliothèque de la cathédrale a été imprimé à Moscou en 1700. Les principaux éléments décoratifs sont les sculptures dorées de l'iconostase. En 1818, sur la voûte de la cathédrale apparaissent des fissures qui s'agrandissent après les séismes du Baïkal de 1862 et de 1885. En 1863, des réparations importantes sont réalisées.

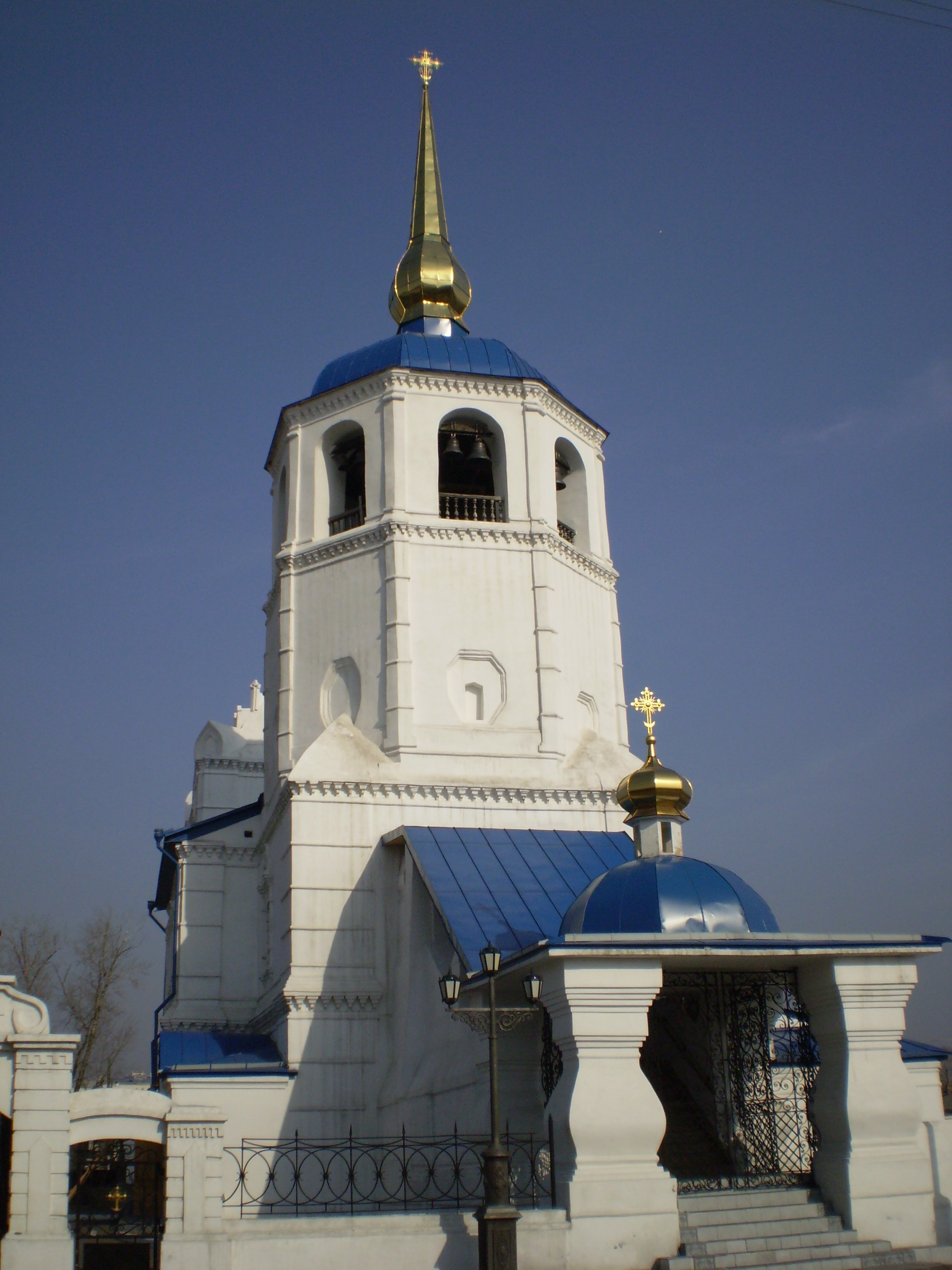
Clocher de la cathédrale

À la fin du XIXe siècle début du XXe siècle, dans 20 villages rattachés à la paroisse de la cathédrale sont ouvertes des écoles paroissiales.
Durant la Première Guerre mondiale, la paroisse rassemble des fonds destinés aux blessés. Elle possède également des terres arables, ce qui lui permet de rassembler des vivres. Sa population s'élève alors en 1914 à 1833 hommes et 1815 femmes.
Durant l'époque soviétique, le 6 septembre 1929, le Præsidium du comité exécutif de la République socialiste soviétique autonome bouriate décide de fermer la cathédrale, sous prétexte de refus de la paroisse de procéder aux réparations nécessaires de l'édifice. Tous les biens de la communauté sont confisqués, les icônes sont détruites, le bâtiment est transformé en entrepôt. Le dernier prêtre de la cathédrale, Gabriel Makouchev, archevêque de la région du Baïkal est exécuté en 1930. La même année les cloches sont retirées du clocher.
L'édifice est utilisé comme local scolaire pour la formation de cadres du secteur de la construction. Puis, à partir de 1935, est installé un musée antireligieux (après la Grande Guerre patriotique. Il est ouvert au public à partir de 1937 .
En 1960 la cathédrale reçoit le statut de patrimoine architectural à protéger. De 1595 à 1961, des travaux de restaurations sont réalisés dans le bâtiment.
Le 31 mars 1992, la paroisse est à nouveau organisée et le prêtre Igor Arzoumanov est nommé à sa tête. Le 23 mai 1996, six cloches sont à nouveau installées dans le clocher et le 23 juillet 1999 une croix est placée à son sommet.
À la fin de l'année 2001, selon les plans de restauration prévus, les fissures sont réparées et les fondations sont renforcées.